# Hemidactylus squamulatus
Hemidactylus squamulatus là một loài thằn lằn trong họ Gekkonidae. Loài này được Tornier mô tả khoa học đầu tiên năm 1896.